# Plouezoc’h
Plouezoc’h település Franciaországban, Finistère megyében. Lakosainak száma 1640 fő (2022. január 1.). Plouezoc’h Plougasnou, Morlaix, Garlan és Saint-Jean-du-Doigt községekkel határos.

## Népesség
A település népességének változása:
| Lakosok száma | 1249 | 1480 | 1625 | 1587 | 1590 | 1591 | 1596 | 1610 | 1620 | 1640 |
|               | 1968 | 1982 | 1990 | 2006 | 2013 | 2015 | 2017 | 2019 | 2020 | 2022 |